# マハン (スペイン)
マハン（Maján）は、スペイン・カスティーリャ・イ・レオン州ソリア県のムニシピオ（基礎自治体）。アルマサン地区（Comarca de Almazán）に属する。
また、ブルゴス大司教区（Archidiócesis de Burgos）内のオスマ＝ソリア教区（Diócesis de Osma-Soria）に属す。

## 歴史
旧体制崩壊によって、旧カスティーリャ地方、アルマサン司法管轄区の自治体として創設された。1842年の国勢調査では71世帯、286人の住民が報告されている。

## 人口
スペイン国立統計局(INE)によると2015年の人口は13人。
| マハン (スペイン)の人口推移 1900－2010                  |
|                                                         |
| 出典:INE（スペイン国立統計局）1900年 - 1991年、1996年 - |

## 政治
自治体首長はカスティーリャ・イ・レオン国民党（Partido Popular de Castilla y León）のカルメーロ・モラーレス・エルナンデス（Carmelo Morales Hernández）で、自治体評議員は、カスティーリャ・イ・レオン国民党：3となっている（2011年5月22日の自治体選挙結果、選挙方式が候補者への信任方式なので個別選挙データは省略）。

### 司法行政
マハンはアルマサン司法管轄区に属す。